# Kundratka
Kundratka (Šedivá) je zaniklá usedlost v Praze 8-Libni severně od ulice Prosecká.

## Historie
Dvě původně samostatné vinice a usedlosti Kundratka (čp. 79) a Šedivá (čp. 78) měly od 40. let 19. století stejného majitele. Ke spojení a sjednocení pod jedním názvem Kundratka při uvádění obou čísel popisných došlo až na konci 19. století. Kundratka se skládala ze tří budov obytných a hospodářských, menší budova Šedivé postavená na čtvercovém půdorysu stála přibližně 130 metrů východně.
Název Kundratka vznikl již v 16. století za držení vinice rytířskou rodinou Vořikovských z Kunratic (Kundratic). Tato staroměstská rodina od roku 1546 měšťanská se stala v 17. století rodinou erbovní. Její příslušníci zastávali významné městské funkce (například konšelé), Bohuslav Jan Vořikovský se stal v letech 1699-1723 staroměstským primátorem.
Držení libeňské vinice tímto rodem trvalo jen do poloviny 18. století, kdy ji získala vdova Dorota Vlčková. V 1. polovině 19. století vlastnil obě usedlosti s pozemky Josef Aubek, od roku 1894 byla majitelkou obou stavení Anna Hamplová. Ta byla majitelkou cihelny s hliništěm západně od usedlosti. Místo starých pecí dala roku 1900 vybudovat novou dvanáctikomorovou pec typu Hoffmann, kterou navrhl a postavil stavitel Josef Blecha. Roku 1903 nechala sousední usedlost Šedivku zbořit a cihelnu vedla spolu se synem Františkem, který ji později převzal. Roku 1926 vlastnila pozemky s cihelnou Vilemína Kliková. Komín a trhliny ve zdech pece si již vyžadovaly opravy, k nim však nedošlo. Na pozemcích majitelka podnikala v těžbě písku a provoz cihelny ukončila ještě před rokem 1938. Během 2. světové války se v areálu vyráběly průmyslové tuky, po roce 1950 byla cihelna znárodněna a kruhová pec do roku 1953 zdemolována.
Usedlost Kundratka byla zbořena roku 1966, zůstala po ní pouze památkově chráněná barokní výklenková kaplička, postavená přibližně v polovině 18. století.